# Aisha bint Abi Bakr
 Pentru alte sensuri vezi Aisha.
ʿĀʾishah bint Abī Bakr (în arabă عائشة بنت أبي بكر, n. 614 d.Hr., Mecca, Provincia Mecca, Arabia Saudită – d. 13 iulie 678 d.Hr., Medina, Califatul Omeiad) a fost a treia soție a profetului Mahomed. . Tatăl său, Abu Bakr, a devenit primul calif după moartea lui Mahomed. Rămasă văduvă și fără copii, la vârsta de 18 ani, a devenit activă politic în timpul domniei celui de-al treilea calif, Uthman ibn Affan, conducând opoziția, ceea ce a dus la uciderea califului (656). A condus o armată împotriva succesorului său, Ali, care a învins-o în lupta de la Camel (Bătălia Cămilei). I s-a permis să-și trăiască restul vieții în liniște, în Medina și i se atribuie transmiterea a mai mult de o mie de Hadith.

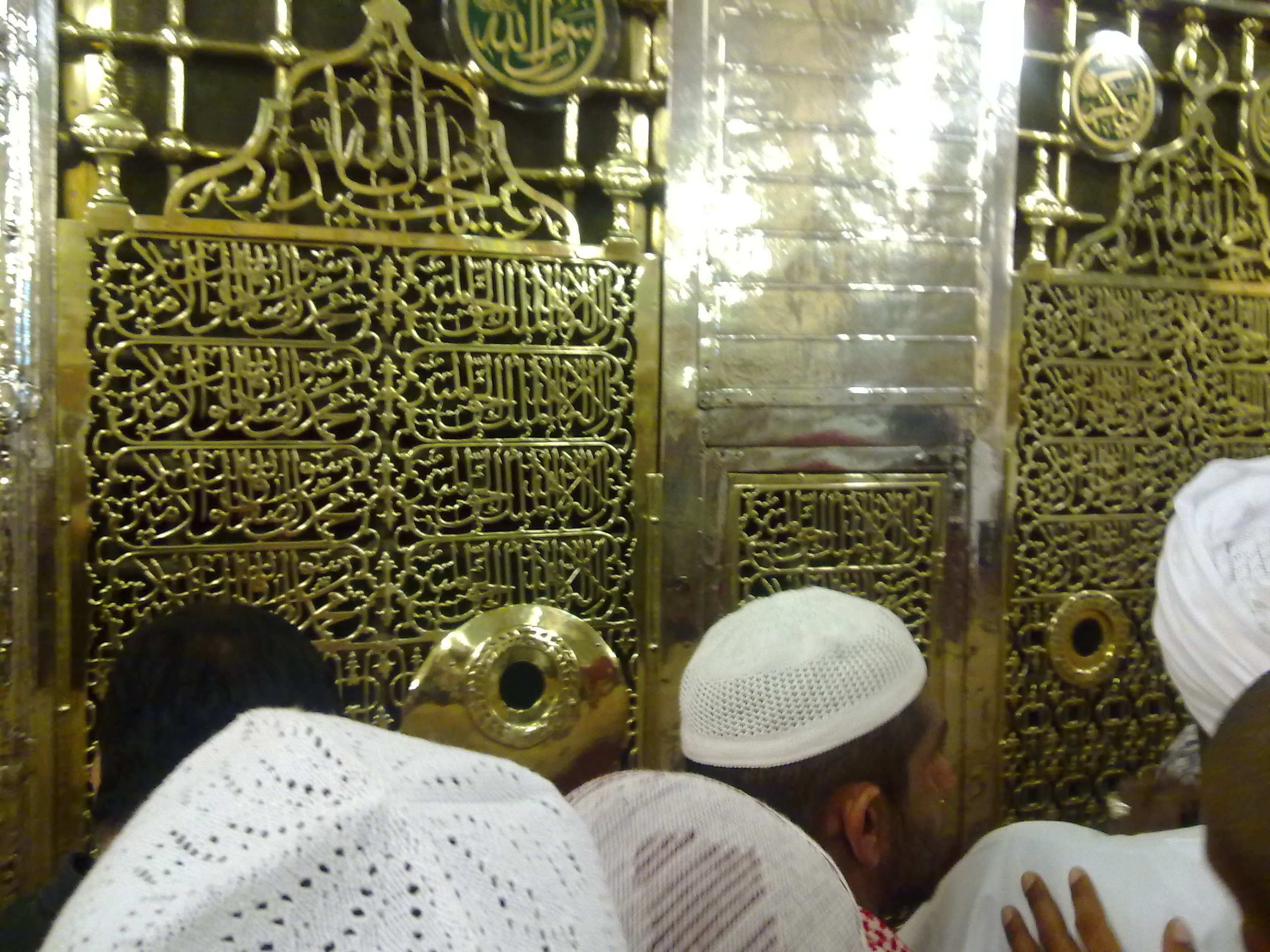